# Рабовладельческие и свободные штаты США

Анимация, показывающая свободный / рабовладельческий статус штатов и территорий США, 1789—1861 годы. (См. Отдельные годовые карты ниже). Гражданская война в США началась в 1861 году. 13-я поправка, вступившая в силу в декабре 1865 года, отменила рабство в США.

В Соединённых Штатах до 1865 года рабовладельческими штатами считали штаты, в которых внутренняя и внешняя работорговля были законными, а в свободных штатах они были запрещены. Между 1812 и 1850 годами рабовладельческие штаты считали политически императивным, чтобы количество свободных штатов не превышало количество рабовладельческих штатов, поэтому новые штаты допускались парами рабовладельческий-свободный. Но всё же, до переписи 1840 года в большинстве свободных штатов было некоторое число рабов, а в Законе о беглых рабах 1850 года прямо указывалось, что раб не становится свободным, попадая в свободный штат.
Хотя у коренных американцев было незначительное рабство, рабство на территории, которая впоследствии стала Соединёнными Штатами, было установлено как часть европейской колонизации. К XVIII веку рабство было законным во всех Тринадцати колониях, после чего повстанческие колонии начали отменять эту практику. Пенсильвания отменила рабство в 1780 году, и около половины штатов отменили рабство к концу Войны за независимость или в первые десятилетия существования новой страны, хотя это не всегда означало, что существующие рабы становились свободными. Вермонт, объявивший о своей независимости от Великобритании в 1777 году и, таким образом, не являющийся одной из Тринадцати колоний, запретил рабство в том же году, прежде чем был признан штатом в 1791 году.
Рабство было спорным вопросом в Соединённых Штатах. Это было серьёзной проблемой во время написания Конституции США в 1787 году и стало основной причиной Гражданской войны в США в 1861 году. Незадолго до Гражданской войны насчитывалось 19 свободных и 15 рабовладельческих штатов. Во время войны рабство было отменено в некоторых из этих юрисдикций, а Тринадцатая поправка к Конституции США, ратифицированная в декабре 1865 года, окончательно отменила рабство на всей территории Соединённых Штатов.

## Ранняя история

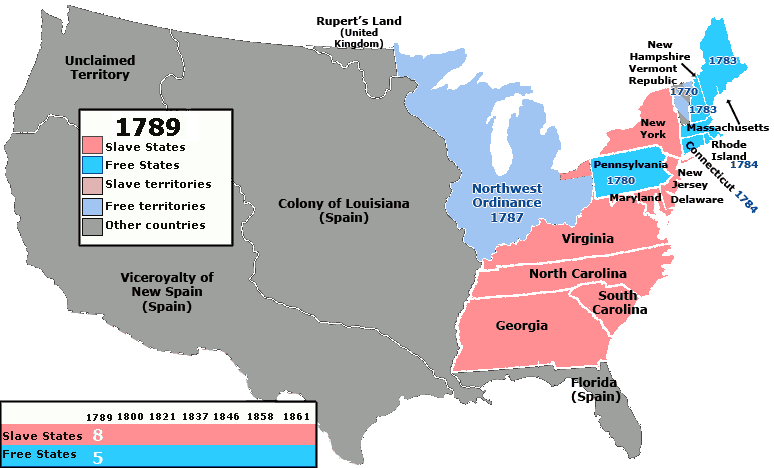
Во время американской революции (1775—1783) некоторые из 13 британских колоний, добивавшихся независимости, начали отменять рабство. Конституция США, ратифицированная в 1789 году, оставила этот вопрос в руках каждого штата.

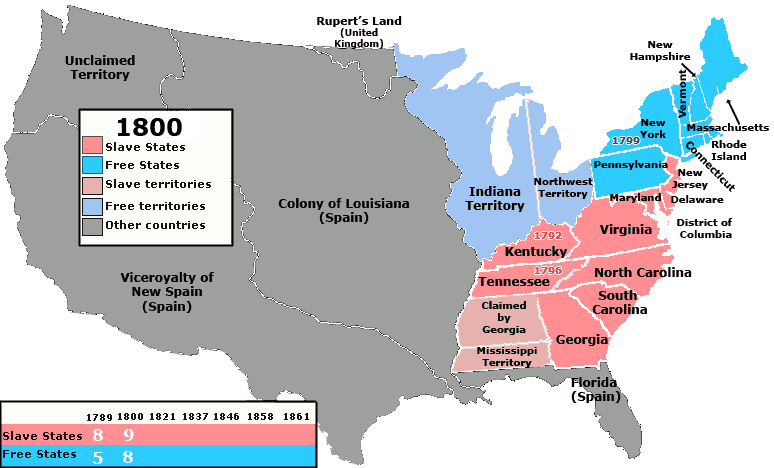
В первые годы существования новых Соединённых Штатов стал очевиден разрыв между севером и югом.

Рабство было установлено как юридический институт в каждой из Тринадцати колоний, начиная с 1619 года, когда в Вирджинию прибыли «двадцать с лишним» порабощённых африканцев. Хотя коренные народы также были проданы в рабство, подавляющее большинство порабощённого населения состояло из африканцев, завезенных в Америку через атлантическую работорговлю. Из-за более низкой распространённости тропических болезней и лучшего лечения порабощённое население в колониях имело более высокую продолжительность жизни, чем в Вест-Индии и Южной Америке, что привело к быстрому увеличению населения за десятилетия до американской революции. Организованные политические и социальные движения за прекращение рабства начались в середине 18 века. Дух американской революции и обещание равенства, провозглашенное Декларацией независимости, контрастировали со статусом большинства чернокожих, свободных или порабощённых, в колониях. Несмотря на это, тысячи чернокожих американцев сражались за патриотов по целому ряду причин. Тысячи также присоединились к британцам, воодушевлённые предложениями о свободе, такими как Филипсбургская прокламация.
В 1770-х годах порабощённые чернокожие по всей Новой Англии начали отправлять петиции в законодательные органы севера с требованием свободы. Пять самопровозглашённых северных штатов приняли политику по крайней мере постепенной отмены рабства: Пенсильвания в 1780 году, Нью-Гэмпшир и Массачусетс в 1783 году, Коннектикут и Род-Айленд в 1784 году. В Республике Вермонт было ограниченное рабство в 1777 году, хотя она всё ещё была независимой до того, как присоединилась к Соединённым Штатам в качестве 14-го штата в 1791 году. Таким образом, эти государственные юрисдикции приняли первые законы об отмене рабства в Атлантическом мире. К 1804 году (включая Нью-Йорк (1799) и Нью-Джерси (1804)) все северные штаты отменили рабство или приняли меры для его постепенной отмены, хотя сотни бывших рабов всё ещё работали без оплаты в качестве наёмных слуг в северных штатах вплоть до переписи 1840 года (см. Рабство в США#Аболиционизм).
На Юге образовались рабовладельческие штаты Кентукки (после отделения от Вирджинии в 1792 году), и в 1796 году Теннесси — после отделения от Северной Каролины. К 1804 году, до создания новых штатов из федеративных западных территорий, количество рабовладельческих и свободных штатов составляло по 8. Ко времени Миссурийского компромисса 1820 года разделительная линия между рабовладельческими и свободными штатами называлась линией Мейсона-Диксона (между Мэрилендом и Пенсильванией), а её продолжением на запад была река Огайо.
Конституционное собрание 1787 года обсуждало рабство, и какое-то время рабство было главным препятствием для принятия новой конституции. В качестве компромисса институт рабства был признан, но никогда прямо не упоминался в Конституции. Пункт 3 статьи 4, раздел 2, пункт 3 статьи 4 о беглых рабах, например, относится к «лицу, привлечённому к службе или труду». Кроме того, статья 1, раздел 9, пункт 1 Конституции запрещала Конгрессу отменять ввоз рабов, но в качестве компромисса запрет мог быть снят Конгрессом через 20 лет, а рабы именовались «лицами». Закон о запрете ввоза рабов был легко принят в 1807 году и вступил в силу в 1808 году. Однако запрет на ввоз стимулировал расширение внутренней работорговли, которая оставалась законной до тех пор, пока рабство не было полностью запрещено в 1865 году 13-й поправкой.

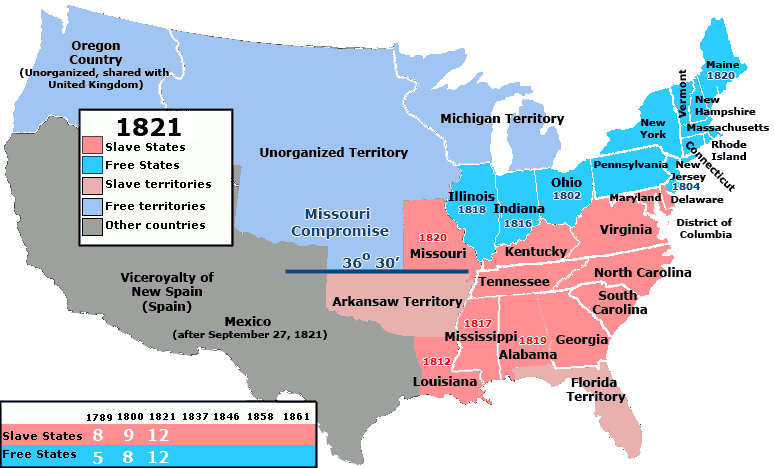
Миссурийский компромисс 1820 года, обменивавший допуск Миссури (рабовладельческий штат) на Мэн (свободный штат), провёл линию, идущую на запад от южной границы Миссури, которая должна была разделить любую новую территорию на рабовладельческую (к югу от линии) и свободную (к северу от линии).

В конце 1850-х годов несколько южных штатов начали безуспешную кампанию по возобновлению международной работорговли и пополнению своего населения рабов, но это встретило сильное сопротивление. Однако в конце 18 и 19 веков наблюдался значительный естественный прирост населения рабов, в то время как некоторая незаконная контрабанда африканских рабов продолжалась через испанскую Кубу.
Одним из других компромиссов Конституции было принятие статьи о трёх пятых, согласно которой рабовладельческие штаты получили увеличенное представительство в Палате представителей и Коллегии выборщиков, эквивалентное 60 процентам их бесправного рабского населения. Рабовладельческие штаты хотели, чтобы 100 процентов их рабов были учтены, в то время как северные штаты утверждали, что этого делать не следует.

## Новые территории

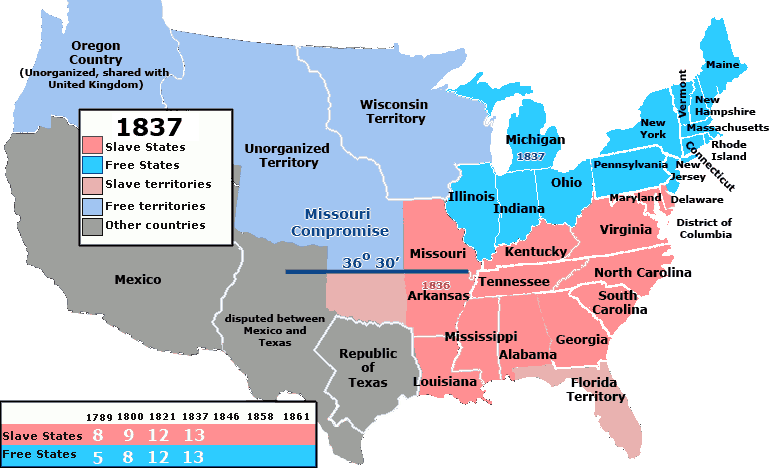
С вхождением штата Арканзас в 1836 году количество рабовладельческих штатов выросло до 13, но статус штата Мичиган в 1837 году сохранил баланс между рабовладельческими и свободными штатами.

Постановление о Северо-Западе 1787 года, принятое незадолго до ратификации Конституции США, запрещало рабство на федеральной Северо-Западной территории. Южной границей территории была река Огайо, которая рассматривалась как продолжение на запад линии Мейсона-Диксона. Территория, как правило, была заселена жителями Новой Англии, и ветераны войны за независимость США получили там землю. Все 6 штатов, созданные на этой территории, были свободными: Огайо (1803), Индиана (1816), Иллинойс (1818), Мичиган (1837), Висконсин (1848) и Миннесота (1858).
К 1815 году импульс для реформы против рабства, штат за штатом, казалось, иссяк: половина штатов уже отменили рабство (Северо-Восток), запретили с самого начала (Средний Запад) или взяли на себя обязательства по ликвидации рабства, а половина привержена сохранению института рабства на неопределённый срок (Юг).

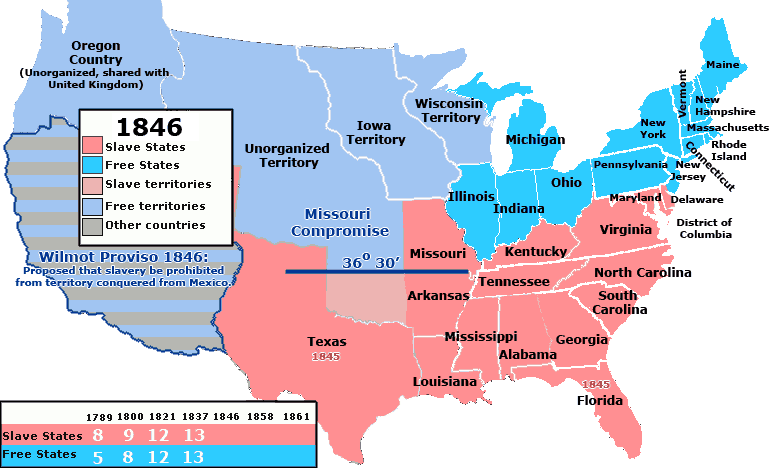
К 1845 году, когда Техас и Флорида входили в состав Союза как рабовладельческие штаты, рабовладельческие штаты снова превосходили по числу свободные штаты в течение года, пока Айова не была признана свободным штатом в 1846 году.

Возможность политического конфликта из-за рабства на федеральном уровне заставила политиков обеспокоиться балансом сил в Сенате, где каждый штат был представлен двумя сенаторами. При равном количестве рабовладельческих и свободных штатов Сенат был поровну разделен по важным для Юга вопросам. Когда население свободных штатов начало превосходить население рабовладельческих штатов, что привело к контролю над Палатой представителей со стороны свободных штатов, Сенат стал предметом озабоченности политиков рабовладельческих штатов, заинтересованных в сохранении права вето Конгресса на федеральную политику в отношении рабства и других важных для Юга вопросов. В результате этой озабоченности рабовладельческие штаты и свободные штаты часто допускались в Союз парами, чтобы поддерживать существующий баланс Сената между рабовладельческими и свободными штатами.

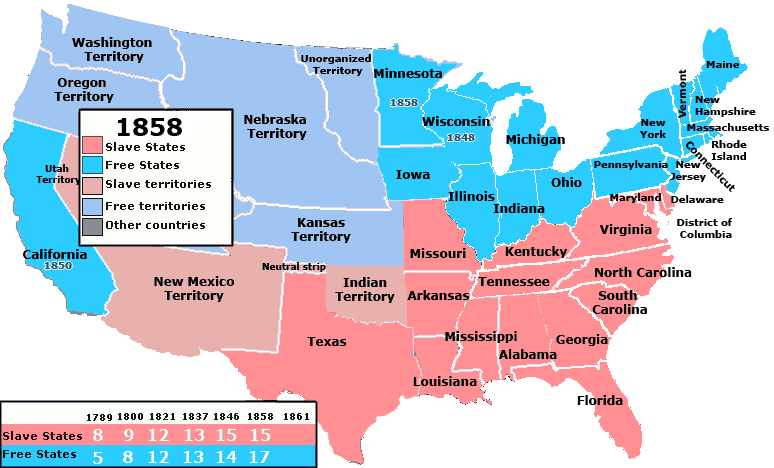
К 1858 году 17 свободных штатов, включая Калифорнию (1850) и Миннесоту (1858), превосходили числом 15 рабовладельческих штатов.

### Миссурийский компромисс
Споры по поводу того, следует ли признать Миссури рабовладельческим штатом, привели к Миссурийскому компромиссу 1821 года, в котором указывалось, что территория, приобретённая в результате покупки Луизианы к северу от 36 ° 30 ' широты, которая описывает большую часть южной границы Миссури, будет, за исключением Миссури, организована как свободные штаты, а территория к югу от этой линии будет зарезервирована для организации в качестве рабовладельческих штатов. В рамках компромисса, Мэн 19 августа 1821 года был признан свободным штатом.

### Техас и мексиканская уступка
Присоединение Техаса (1845) и приобретение обширных новых мексиканских уступленных территорий (1848) после американо-мексиканской войны привели к дальнейшему конфликту между Севером и Югом. Хотя заселённая часть Техаса была территорией, богатой хлопковыми плантациями и зависевшей от рабского труда, территория, приобретённая на Маунтин-Уэст, не казалась благоприятной для производства хлопка или рабства.
В рамках Компромисса 1850 года Калифорния была признана свободным штатом без парного рабовладельческого штата. Принятие Калифорнии также означало, что на Тихом океане не будет рабовладельческого штата. Чтобы избежать создания большинства в Сенате от свободного штата, Калифорния согласилась направить в Конгресс одного сенатора, выступающего за рабство, и одного сенатора, выступающего против рабства.

### Последние битвы
Трудность определения территории, которая могла быть организована в дополнительные рабовладельческие штаты, затормозила процесс открытия западных территорий для заселения, в то время как политики рабовладельческих штатов искали решение, прилагая усилия для приобретения Кубы (см.: Экспедиция Лопеса и Остендский манифест, 1852) и аннексировать Никарагуа (см.: Дело Уокера, 1856-57), оба государства должны быть рабовладельческими. Части Северной Мексики также были желанными, и сенатор Альберт Браун заявил: «Я хочу Тамаулипас, Потоси и один или два других мексиканских штата; и я хочу их всех по одной и той же причине — для плантаций и распространения рабства».

### Канзас
В 1854 году Миссурийский компромисс 1820 года был заменён Законом Канзаса-Небраски, который позволял белым поселенцам-мужчинам на новых территориях определять путем голосования (народный суверенитет), разрешат ли они рабство на каждой территории. В результате в Канзас хлынули элементы, выступающие за и против рабства, с целью проголосовать за рабство или против, что привело к кровавым боям. Была предпринята попытка организовать Канзас для принятия в качестве рабовладельческого штата в паре с Миннесотой, но признание Канзаса в качестве рабовладельческого штата было заблокировано, потому что его предложенная про-рабовладельческая конституция (Конституция Лекомптон) не была одобрена на честных выборах. Противников рабства в период «Кровоточащего Канзаса» в конце 1850-х годов называли Free-Staters и Free-Soilers, и они боролись против выступающих за рабство пограничных хулиганов из Миссури. Враждебность нарастала на протяжении 1850-х годов, вылившись в многочисленные стычки и опустошения с обеих сторон вопроса. Тем не менее Север не позволил территории Канзас стать рабовладельческим штатом, и когда в начале 1861 года южные члены Конгресса массово уехали, Канзас был немедленно принят в Союз как свободный штат.
Когда в 1858 году приём Миннесоты прошёл беспрепятственно, равновесие в Сенате закончилось; это усугублялось последующим признанием Орегона свободным штатом в 1859 году.

### Пары рабовладельческих и свободных штатов
В следующей таблице показан баланс между рабовладельческими и свободными штатами, начавшийся в 1812 году. В столбцах «Признание штатом» указан год, когда штат либо ратифицировал Конституцию США, либо был принят в Союз. Диапазоны дат в столбце «Отмена» для Свободных штатов указывают, когда были приняты законы о постепенной отмене рабства и когда наконец закончилось рабство, за исключением штатов, где рабство было объявлено вне закона в определённый год.
| Рабовладельческие штаты | Признание штатом |  | Свободные Штаты | Признание штатом | Постепенная отмена свободного штатом |
| ----------------------- | ---------------- |  | --------------- | ---------------- | ------------------------------------ |
| Делавэр                 | 1787             |  | Нью-Джерси      | 1787             | 1804-1865 гг.                        |
| Джорджия                | 1788             |  | Пенсильвания    | 1787             | 1780-1840-е гг.                      |
| Мэриленд                | 1788             |  | Коннектикут     | 1788             | 1784-1840-е гг.                      |
| Южная Каролина          | 1788             |  | Массачусетс     | 1788             | Свободный 1783                       |
| Вирджиния               | 1788             |  | Нью-Гемпшир     | 1788             | 1783-1800, Свободный 1857            |
| Северная Каролина       | 1789             |  | Нью-Йорк        | 1788             | 1799-1840-е гг.                      |
| Кентукки                | 1792             |  | Род-Айленд      | 1790             | 1784-1840-е гг.                      |
| Теннесси                | 1796             |  | Вермонт         | 1791             | Свободный 1777                       |
| Луизиана                | 1812             |  | Огайо           | 1803             | Свободный 1787                       |

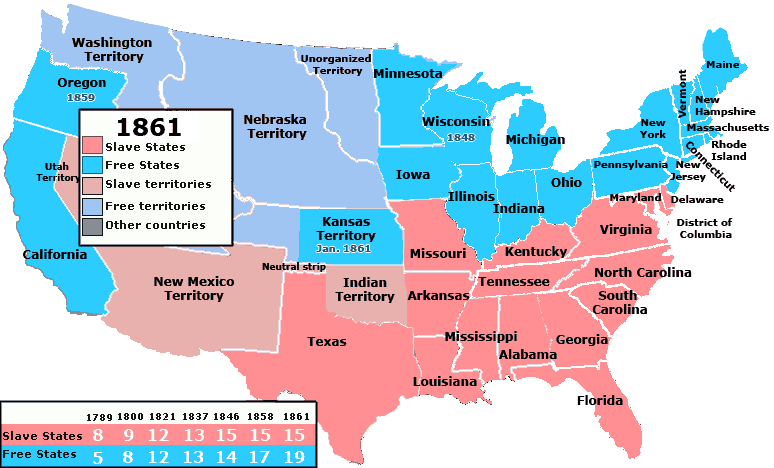
Накануне Гражданской войны в середине 1861 года, с добавлением Орегона (1859) и Канзаса (1861), количество свободных штатов выросло до 19, а количество рабовладельческих штатов осталось равным 15.

С 1812 по 1850 год поддержание баланса голосов свободных и рабовладельческих штатов в Сенате считалось первостепенной важностью для сохранения Союза, и штаты обычно допускались парами:
| Рабовладельческие штаты | Год  |  | Свободные штаты | Год  |
| ----------------------- | ---- |  | --------------- | ---- |
| Миссисипи               | 1817 |  | Индиана         | 1816 |
| Алабама                 | 1819 |  | Иллинойс        | 1818 |
| Миссури                 | 1821 |  | Мэн             | 1820 |
| Арканзас                | 1836 |  | Мичиган         | 1837 |
| Флорида                 | 1845 |  | Айова           | 1846 |
| Техас                   | 1845 |  | Висконсин       | 1848 |

Калифорния была признана свободным штатом в 1850 году без сопутствующего рабовладельческого штата, хотя некоторые уступки рабовладельческим штатам были сделаны в рамках Компромисса 1850 года. Ещё три свободных штата были приняты в последние годы перед Гражданской войной, что нарушило баланс, который пытались сохранить рабовладельческие штаты.
| Рабовладельческие штаты | Год |  | Свободные штаты | Год  |
| ----------------------- | --- |  | --------------- | ---- |
|                         |     |  | Калифорния      | 1850 |
|                         |     |  | Миннесота       | 1858 |
|                         |     |  | Орегон          | 1859 |
|                         |     |  | Канзас          | 1861 |

### Гражданская война

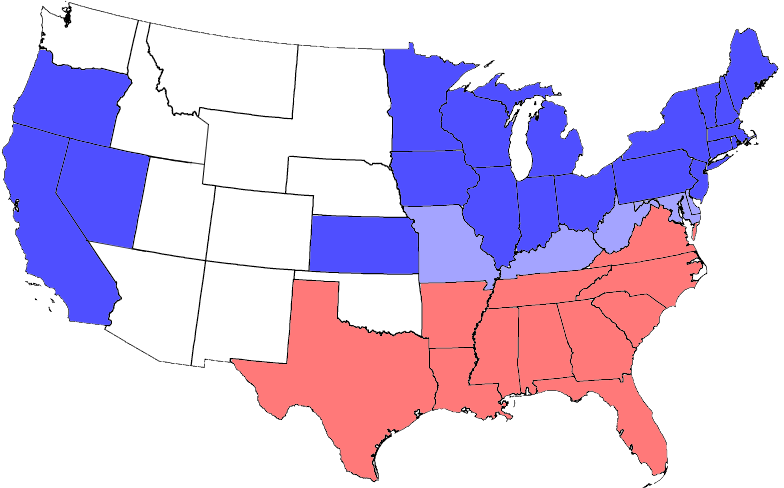
Раздел штатов в годы Гражданской войны. Синим представлены штаты Союза, в том числе принятые во время войны; светло-синий представляет пограничные штаты, в некоторых из которых были правительства как Конфедерации, так и юнионистов; красный представляет штаты Конфедерации. Незаштрихованные районы не были государствами ни до, ни во время Гражданской войны.

Гражданская война в США (1861—1865) разрушило и в конечном итоге положила конец рабству. Одиннадцать рабовладельческих штатов присоединились к Конфедерации, в то время как пограничные штаты Делавэр, Мэриленд, Кентукки и Миссури — все рабовладельческие штаты — остались в Союзе, хотя в Кентукки и Миссури также были конкурирующие правительства штатов Конфедерации. В 1863 году Западная Вирджиния, большая часть которой оставалась верной Союзу, была принята в качестве нового штата Западная Вирджиния с обязательством постепенной отмены рабства. В следующем году также была принята Невада, свободный штат на Западе.

## Особые случаи

### Западная Виргиния
Во время Гражданской войны юнионистское правительство в Уилинге, штат Вирджиния, представило Конгрессу законопроект о государственности, чтобы создать новый штат из 48 округов в западной Вирджинии. Новый штат в конечном итоге будет включать 50 округов. Вопрос о рабстве в новом штате задержал принятие законопроекта. В Сенате Чарльз Самнер возражал против принятия нового рабовладельческого штата, в то время как Бенджамин Уэйд защищал государственность до тех пор, пока в новую конституцию штата будет включен пункт о постепенной отмене рабства. Два сенатора представляли юнионистское правительство Вирджинии, Джон С. Карлайл и Уэйтман Т. Уилли. Сенатор Карлайл возразил, что Конгресс не имеет права навязывать отмену рабства Западной Вирджинии, а Уилли предложил компромиссную поправку к конституции штата для постепенной отмены. Самнер попытался добавить свою поправку к законопроекту, но потерпел поражение, и законопроект о государственности был принят обеими палатами Конгресса с добавлением того, что стало известно как поправка Уилли. Президент Линкольн подписал закон 31 декабря 1862 года. Избиратели Западной Вирджинии одобрили поправку Уилли 26 марта 1863 года.
Президент Линкольн издал Прокламацию об освобождении рабов 1 января 1863 года, которая освобождала от эмансипации приграничные штаты (четыре рабовладельческих штата, лояльных Союзу), а также некоторые территории, оккупированные войсками Союза в составе штатов Конфедерации. В конце 1863 года к Западной Вирджинии были добавлены два дополнительных округа: Беркли и Джефферсон. Рабы в Беркли также подпадали под исключение, но не в округе Джефферсон. По данным переписи 1860 года, в 49 освобождённых округах проживало около 6000 рабов старше 21 года, которые не были бы освобождены, что составляло около 40 % от общего числа рабов. Условия поправки Уилли освобождали детей только при рождении или по достижении ими совершеннолетия и запрещали ввоз рабов.

Отмена рабства в различных штатах США с течением времени:

Западная Вирджиния стала 35-м штатом 20 июня 1863 года и последним рабовладельческим штатом, принятым в Союз. Восемнадцать месяцев спустя законодательный орган Западной Вирджинии полностью отменил рабство, а также ратифицировал 13-ю поправку 3 февраля 1865 года.

### Вашингтон
В округе Колумбия, образованном землями двух рабовладельческих штатов, Мэриленда и Вирджинии, торговля была отменена Компромиссом 1850 года. Чтобы не потерять прибыльный бизнес по торговле рабами в Александрии (одним из них были Франклин и Армфилд), округ Александрия, округ Колумбия, потребовал вернуть его в Вирджинию, где работорговля была законной; это произошло в 1847 году. Рабство в округе Колумбия оставалось законным до 1862 года, когда забастовка всех южных законодателей позволила оставшимся принять запрет, которого аболиционисты добивались десятилетиями.

### Территория Юта
Хотя Юта не была штатом до 1896 года, как организованная территория, Юта легализовала рабство в соответствии с территориальным Законом 1852 года о службе и аналогичным Законом об оказании помощи индейским рабам и заключённым.
Бригам Янг и его группа пионеров-мормонов прибыли в Юту в 1847 году, во время американо-мексиканской войны, когда территория Юта была территорией Мексики. Они проигнорировали мексиканский запрет на рабство. Они рассматривали рабство как соответствующее взглядам мормонов на чернокожих.
19 июня 1862 года, выполняя часть своей предвыборной программы 1860 года, президент Линкольн подписал закон о запрете рабства на территории Юта и на всех других территориях.

## Конец рабства
К началу Гражданской войны в США было 34 штата, 15 из которых были рабовладельческими. Одиннадцать из этих рабовладельческих штатов после съездов, посвящённых этой теме, выступили с декларациями о выходе из состава Соединенных Штатов, создали Конфедеративные Штаты Америки и были представлены в Конгрессе Конфедерации. Оставшиеся в составе Союза рабовладельческие штаты — Мэриленд, Миссури, Делавэр и Кентукки (называемые пограничными штатами) — сохранили своих представителей в Конгрессе США. К тому времени, когда в 1863 году была выпущена Прокламация об освобождении рабов, Теннесси уже находился под контролем Союза. Соответственно, Прокламация применялась только в 10 оставшихся штатах Конфедерации. Во время войны президент Авраам Линкольн потребовал отмены рабства для реадмиссии штатов Конфедерации.
Конгресс США после ухода мощного южного контингента в 1861 году в целом был сторонником отмены рабства: по плану, одобренному Авраамом Линкольном, рабство в округе Колумбия, которое защищал южный контингент, было отменено в 1862 году.
В южных штатах юридическая ликвидация рабства обычно следовала за контролем Союза. Прокламация об освобождении рабов объявила всех порабощённых людей в районах, которые тогда находились под контролем Конфедерации, свободными, но на практике свобода требовала, чтобы либо рабы достигли линий Союза, либо силы Союза достигли их территории. По мере продвижения войск Союза с 1 января 1863 года по 19 июня 1865 года рабы были освобождены.
Западная Вирджиния не отменила рабство в своей первой предложенной конституции 1861 года, хотя и запретила ввоз рабов. В 1863 году избиратели одобрили поправку Уилли, которая предусматривала постепенную отмену рабства с освобождением последних порабощённых людей в 1884 году. 3 февраля 1865 года законодательный орган штата одобрил немедленную отмену.
Восстановленное правительство Вирджинии — юнионистское правительство, которое управляло ограниченной территорией, находившейся тогда под контролем Союза и не уехавшей, чтобы сформировать Западную Вирджинию, — проголосовало за прекращение рабства на конституционном съезде 10 марта 1864 года. Арканзас, часть которого перешла под контроль Союза к 1864 году, 16 марта 1864 года принял конституцию против рабства. Луизиана, большая часть которой находилась под контролем Союза с 1862 года, отменила рабство посредством новой конституции штата, одобренной избирателями 5 сентября 1864 года. Пограничные штаты Мэриленд (1 ноября 1864) и Миссури (11 января 1865) отменили рабство до окончания войны. Оккупированный Союзом штат Теннесси отменил рабство всенародным голосованием по поправке к конституции, которая вступила в силу 22 февраля 1865 года.
Тем не менее, рабство юридически сохранялось в Делавэре, Кентукки, и (в очень ограниченной степени, из-за запрета на торговлю, но продолжавшейся постепенной отмены) Нью-Джерси, до Тринадцатой поправки к Конституции Соединённых Штатов, отменившей рабство на всей территории Соединённых Штатов 18 декабря 1865 года, положив конец различиям между рабовладельческими и свободными штатами.

## Дальнейшее чтение
- Don E. Fehrenbacher and Ward M. Mcafee; The Slaveholding Republic: An Account of the United States Government’s Relations to Slavery (2002)
- Rodriguez, Junius P. Slavery in the United States: A social, political, and historical encyclopedia (2 vol Abc-clio, 2007).